# Dreta Sèrbia
La Dreta Sèrbia (en serbi: Српска десница, abr. SD) és un partit polític d'extrema dreta a Sèrbia. El partit va ser fundat el 2018 per Miša Vacić. El partit ha estat acusat de ser un satèl·lit del Partit Progressista Serbi (SNS).

## Història
Dreta Serbia Right es va fundar el gener de 2018. Miša Vacić, un antic portaveu del Moviment de 1389 va ser escollit primer president del partit, i l'antic parlamentari Saša Dujović va ser escollit com a vicepresident. El congrés va comptar amb la presència de 150 delegats. Entre els convidats a aquesta cerimònia hi havia Milenko Jovanov, vicepresident de la Junta Principal de SNS, Branislav Puhalo, antic cap de seguretat de Ratko Mladić, així com el cantant Marko Bulat.
Miša Vacić va afirmar que el partit es va fundar per ajudar Sèrbia i les seves institucions tant en la resolució del problema de Kosovo com en tot allò que és important per a la supervivència dels serbis i que la dreta sèrbia donarà suport a la iniciativa del president Aleksandar Vučić d'obrir un diàleg sobre l'estatus de Kosovo i Metohija i que esperen una invitació a la participació activa en el diàleg.

## Polèmica
El partit ha estat acusat de ser un satèl·lit del Partit Progressista Serbi (SNS). Va rebre automàticament accés i tracte positiu a la premsa groga i la televisió oficialistes, on només els progressistes i els seus aliats tenen aquest privilegi. Vacić va pronunciar un discurs a Šabac, que en aquell moment era una de les poques ciutats de Sèrbia controlades per l'oposició i va dir que "empenyeria l'alcalde Zelenović i els seus criminals a Cer a la Drina sèrbia i l'estrangularia", i que ell faria construir una presó en la qual seria exposat i escopit. Els dies previs a les eleccions locals a Medveđa van estar marcats per accions preelectorals molt discutibles dels representants de la dreta sèrbia, i l'atenció més pública va ser atreta per la presència de membres d'aquest partit als locals on s'imprimeixen les paperetes, com així com mitjançant la publicació d'enregistraments de tot el procés a les xarxes socials.
El 16 de novembre de 2023, el Departament d'Estat dels Estats Units va sancionar Miša Vacić d'acord amb l'OE 14024 per ser responsable de treballar amb el Govern de la Federació Russa en actuar com a observador en els referèndums simulats de Rússia per a la suposada annexió de les regions d'Ucraïna ocupades per Rússia al setembre. 2022.

## Ideologia
Els seus punts de vista estan orientats cap a l'ultranacionalisme, i és fermament conservador socialment. Es posiciona a l'⁣extrema dreta en l'espectre polític.

## Rendiment electoral
La dreta sèrbia va participar en les eleccions locals del 2019 a Medveđa i va rebre el 6,5% del vot popular aconseguint passar el llindar electoral i entrar al parlament local. El partit també va participar en les eleccions locals del 2020 a Nova Belgrad i només va guanyar l'1% dels vots populars sense poder entrar al parlament local.

### Eleccions parlamentàries
| Any  | Líder      | Vot popular     | % de vot popular | # d'escons | Diferència d'escons | Estatus  |
| ---- | ---------- | --------------- | ---------------- | ---------- | ------------------- | -------- |
| 2020 | Miša Vacić | No hi participà | No hi participà  | 0 / 250    | = 0                 | cap escó |
| 2022 | Miša Vacić | No hi participà | No hi participà  | 0 / 250    | = 0                 | cap escó |

### Eleccions presidencials
| Any electoral | Candidat   | 1a Ronda | 1a Ronda | 2a Ronda | 2a Ronda | Resultats |
| Any electoral | Candidat   | # Vots   | % Vots   | # Vots   | % Vots   | Resultats |
| ------------- | ---------- | -------- | -------- | -------- | -------- | --------- |
| 2022          | Miša Vacić | 32,947   | 0.89     | N/D      | N/D      | No        |